# Crac’h
Crac’h település Franciaországban, Morbihan megyében. Lakosainak száma 3458 fő (2022. január 1.). Crac’h Auray, Locmariaquer, Saint-Philibert, Carnac, Ploemel és Brech községekkel határos.

## Népesség
A település népességének változása:
| Lakosok száma | 1928 | 2535 | 2762 | 3233 | 3294 | 3318 | 3339 | 3394 | 3421 | 3458 |
|               | 1968 | 1982 | 1990 | 2006 | 2013 | 2015 | 2017 | 2019 | 2020 | 2022 |